# Richard Réti

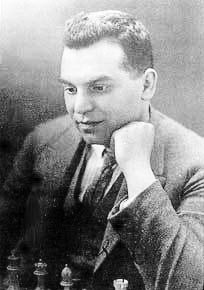
Richard Réti

Richard Réti, född 28 maj 1889 i Pezinok (idag i Slovakien), död 6 juni 1929 i Prag, var en österrike-ungersk, senare tjeckoslovakisk, schackspelare, författare och schackproblemist. Han var en av de ledande förespråkarna för hypermodernism.

## Uppväxt
Richard Réti föddes i Pezinok vilket då låg i den ungerska delen av Österrike-Ungern. Hans äldre bror Rudolph Réti var en känd kompositör och pianist.

## Schackmeriter
Réti var en av de starkaste schackspelarna i världen på 1910- och 1920-talen. Han satte 1925 världsrekord i blindschack med 29 partier samtidigt. Han vann 21 av dessa, spelade remi i 6 och förlorade 2.
Några av hans böcker har blivit klassiker i schackvärlden: New Ideas in Chess (1922) och Masters of the Chess Board (1930).

## Död
Reti dog i Prag 1929 av scharlakansfeber, 40 år gammal.